# Viševca
Viševca – wieś w Słowenii, w gminie Cerklje na Gorenjskem. W 2018 roku liczyła 1 mieszkańca.